# الحزب الكارلي الإسباني
الحزب الكارلي هو حزب سياسي إسباني تم تأسيسه عام 1969، وظهر بشكل قانوني عام 1977. يعد الحزب امتدادًا مباشرًا للتقاليد الكارلية التاريخية، إلا أنه في الوقت ذاته، لم ينتهج تقاليدها الأيدلوجية وطورها بنفسه. ويشغل خيسوس ماريا أراجون منصب الأمين العام الاتحادي للحزب منذ 28 نوفمبر عام 2009. ويسمى المنشور الرسمي الذي يصدره الحزب باسم الاتحادي منذ عام 1999، وكان قبل ذلك إي أم. وكانت تنتهج نهجًا يساريًا بديلًا واشتراكيًا ذات إرادة ذاتية وكونفيدراليًا. وينظم الحزب سنويًا فعاليات احتفاليات مونتيخورا. ويحتفظ الحزب الكارلي بالهيكل الاتحادي مع إمكانية تشكيل أحزاب كارلية أخرى ذات سيادة في المقاطعات المرتبطة بالحزب الكارلي. ويجتمع شباب كل من الأحزاب الكارلية المختلفة مع الجماعات الكارلية في مجموعة الشباب الكارليين.